# Nyamuragira
De Nyamuragira, 3058m hoog, is een actieve schildvulkaan in het noordoosten van de Democratische Republiek Congo, ongeveer 25 km ten noorden van het Kivumeer en 13 km van de Nyiragongo die in 2002 de stad Goma met lava overspoelde. Beide vulkanen liggen volledig in het Virunga Nationaal Park en zijn de actiefste vulkanen van Afrika.
De Nyamuragira is de meest actieve en wordt constant in de gaten gehouden. In de krater van de vulkaan bevindt zich een lavameer. Sinds 1888 werden meer 30 uitbarstingen geteld. In de vroege ochtend van 2 januari 2010 begon de Nyamuragira lavastromen uit te spuwen. Na vier dagen hadden ze al een lengte van meer dan 20 km bereikt. In de onmiddellijke nabijheid van de vulkaan zijn geen nederzettingen.
Op 8 november 2011 barstte de vulkaan opnieuw uit.